# Amlikon-Bissegg
Amlikon-Bissegg (toponimo tedesco) è un comune svizzero di 1 301 abitanti del Canton Turgovia, nel distretto di Weinfelden.

## Storia
Il comune di Amlikon-Bissegg è stato istituito il 1º gennaio 1995 con la fusione dei comuni soppressi di Amlikon, Bissegg, Griesenberg e Strohwilen.

## Società

### Evoluzione demografica
L'evoluzione demografica è riportata nella seguente tabella:
Abitanti censiti

## Geografia antropica

### Frazioni
- Amlikon[2]
- Bissegg[4]
  - Holzhäusern
  - Hünikon
  - Junkholz
- Griesenberg[5]
  - Altenburg
  - Bänikon
  - Fimmelsberg
  - Holzhof
  - Leutmerken[6]
  - Tümpfel
- Strohwilen[7]
  - Wolfikon